# Sân bay quốc tế Goa
Sân bay quốc tế Goa (IATA: GOI, ICAO: Vago), thường được gọi là Sân bay Dabolim, là một sân bay quốc tế nằm ở thành phố Dabolim ở Goa, Ấn Độ. Đây là sân bay duy nhất trong bang và hoạt động như một vùng đất dân dụng tại một căn cứ không quân mang tên INS Hansa. Sân bay có cự ly 4 km từ thành phố gần nhất Vasco da Gama, 23 km từ trụ sở huyện Nam Goa của Margao, và 30 km từ thành phố thủ phủ Panjim. 